# 崔各庄地区

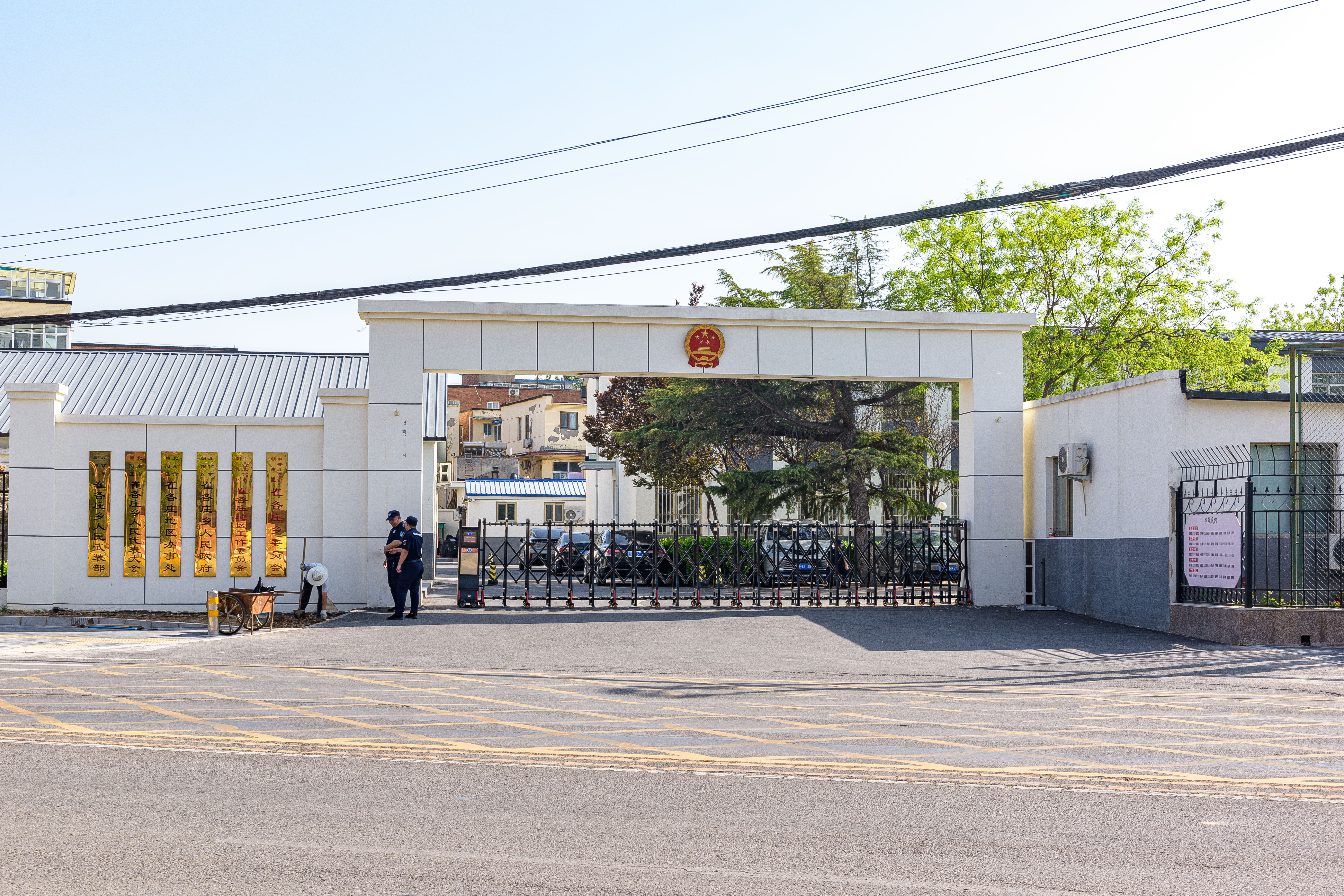
崔各庄乡政府（2024年4月）

崔各庄地区是中华人民共和国北京市朝阳区的一个地区办事处，同时保留崔各庄乡名称，其行政事务机构实行“一套人马，两块牌子”的体制，地区办事处与乡政府合署办公。
崔各庄地区东接金盏地区，南邻东坝地区、将台地区、酒仙桥街道，西靠东湖街道、来广营地区，北接孙河地区。面积31平方公里，常住人口10.7万人。

## 下辖地区
崔各庄地区下辖以下地区：
马南里社区、京旺家园第一社区、崔各庄村、善各庄村、何各庄村、马泉营村、奶东村、奶西村、索家村、费家村、南皋村、望京村、草场地村、东辛店村、北皋村、东营村和黑桥村。

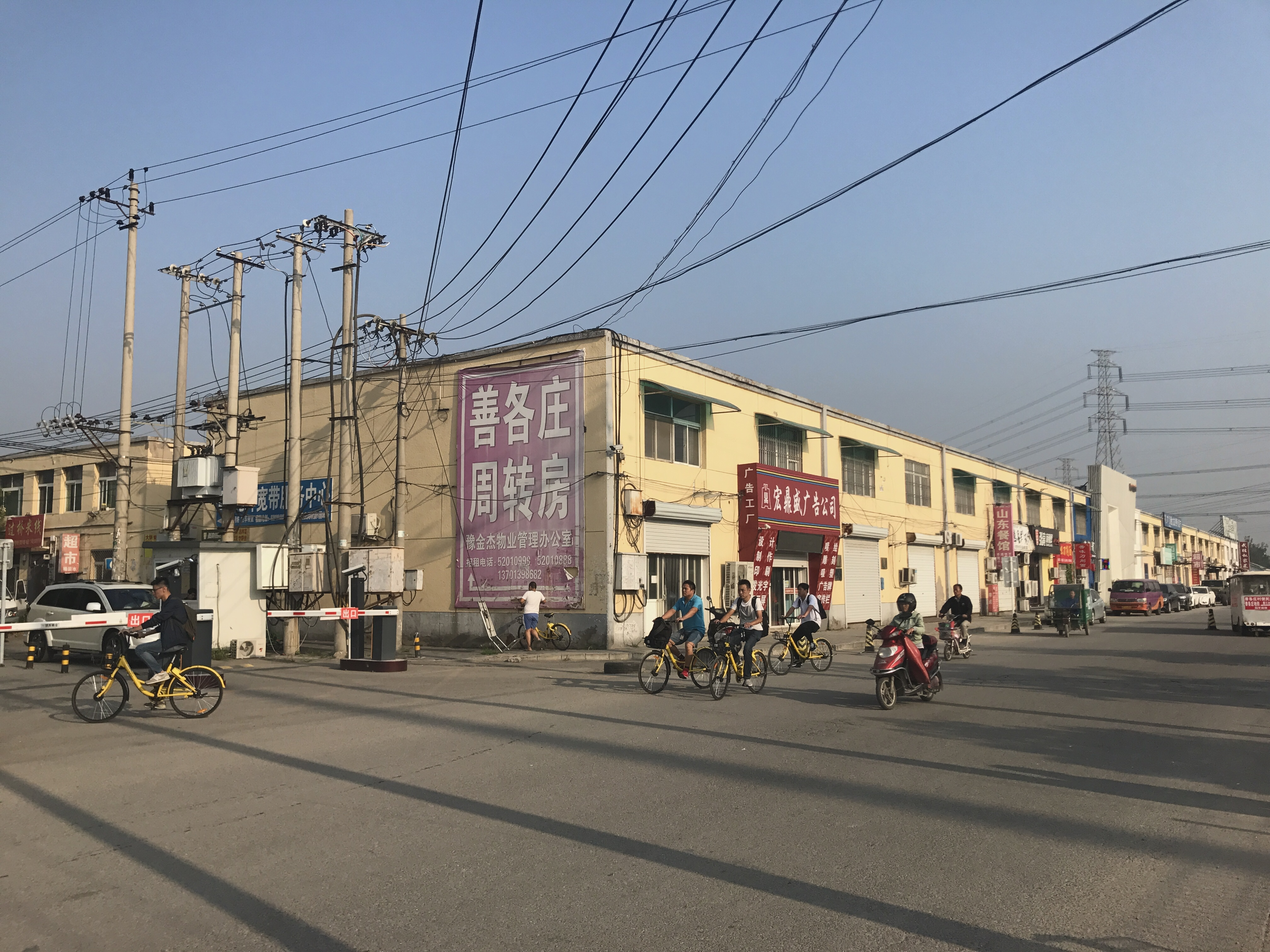
位于善各庄村的临时住房

## 文化设施
- 中国电影博物馆
- 中国铁道博物馆东郊展馆
- 民航博物馆（俄语：Китайский музей гражданской авиации）